# Cherif Cadi
Pour les articles homonymes, voir Cadi (homonymie).
Si Chérif Ben el Arbi Cadi dit Chérif Cadi, « naturalisé » Yves Cadi, né le 22 octobre 1867 sur la commune de Souk Ahras (département de Constantine) et mort le 15 juillet 1939  à Bône (département de Constantine), est un officier français d'artillerie et le premier musulman de l'Algérie française admis à l'École polytechnique.
Afin de devenir officier français d'artillerie au sortir de l'École, il accepte de se soumettre à la procédure dite improprement de « naturalisation », et de la solliciter en 1889 en échange de sa renonciation au statut personnel musulman.
Pour reprendre l’expression de Mohamed El Aziz Kessous, « sa génération était intellectuellement française, bien qu’elle eût conservé sa religion, sa langue, ses mœurs et surtout qu’elle ne conçût d’autre cadre à la vie politique que celui de la France ».

## Biographie

### Origines familiales
Chérif Cadi — de son vrai nom Si Chérif Ben el Arbi Cadi — naît le 22 octobre 1867 au douar des Beni Yayia, situé à peu de distance de la commune mixte de Souk Ahras (département de Constantine) à l'est de l'Algérie et dépendant administrativement de la commune mixte de La Sefia.
Fils de Arbi ben Cadi ben Ahmed et de Halima bint Nafaa, Chérif Cadi, ses quatre frères, et ses cinq sœurs, appartiennent à une famille de cadi — d'où le nom patronymique — installée dans la région depuis plusieurs générations
Devenu orphelin de père en 1868, Chérif est pris en charge par son frère aîné Si Tahar ben El arbi Cadi, qui vit sous une tente plantée à Souk Ahras où il a été nommé bachadel (suppléant du cadi), tandis que son autre frère Si Abdallah ben El arbi Cadi exerce les fonctions de cadi non loin de là à Bouhadjar.

### Formation
Le parcours de Chérif Cadi aurait séduit Jules Ferry, qui fera appliquer en Algérie en 1883 la législation en vigueur en France, et c'est l'immense mérite des frères de Chérif de comprendre qu'il n'y avait pas d'autre choix que l'école européenne pour assurer une chance d'améliorer sa condition sociale à ce jeune garçon de onze ans qui n'a connu jusque là que l'école coranique.
À l'école primaire de Souk Ahras, en fin des années 1870, Chérif Cadi est un élève avide d'apprendre auprès d'instituteurs dévoués. L'un d'eux devine les qualités exceptionnelles de ce jeune algérien et le prend en charge pour combler son retard au point qu'en deux ans Chérif accomplit l'ensemble de la scolarité primaire. Abdallah conseille alors à son frère Tahar d'inscrire Chérif dans l'établissement secondaire de la ville la plus proche, le lycée de Constantine, où il pourrait poursuivre ses études.
Chérif s'y montre un excellent élève reçu en juillet 1885, l'année de ses dix-huit ans, au baccalauréat ès-sciences. Très rare réussite lorsque l'on sait que de 1879 à 1909, il n'y eut que huit bacheliers en mathématiques parmi les lycéens algériens musulmans ! Tahar encourage son frère à poursuivre des études supérieures, mais il lui faut toutefois trouver les ressources nécessaires pour assumer les frais de scolarité, aucun membre de la famille n'ayant les moyens de le faire. Il adresse alors au gouverneur de l'Algérie une requête afin d'obtenir pour son jeune frère une bourse d'études.
Au mois de septembre 1885, Chérif entre comme boursier en classes préparatoires au lycée d’Alger. C'est un étudiant appliqué qui étonne ses professeurs par sa parfaite maîtrise des disciplines scientifiques. Il se rend en 1887 à Marseille pour passer les épreuves écrites du concours d'admission à École polytechnique où il est reçu 144e l'année de ses vingt ans,. Il est le premier musulman de l'Algérie française admis dans cet établissement et ce succès est d'autant plus remarquable que la législation en vigueur s'oppose à la promotion des jeunes indigènes,.
Pour devenir officier français d'artillerie à la sortie de l'École polytechnique, Chérif Cadi accepte comme il s'y est engagé lors de l'admission, de se soumettre à la procédure dite improprement de « naturalisation » qu'il obtient par décret du 12 septembre 1889,. Celle-ci lui confère le droit de cité et notamment le droit de disposer de toutes les prérogatives du citoyen. Avec le consentement de son frère Tahar, Chérif fait ajouter Yves comme prénom à son patronyme Cadi,.
À l'issue de ses deux années de scolarité, Cadi, classé 146e de sa promotion, décide comme 137 de ses camarades, de faire carrière dans l'artillerie. Mais auparavant, il doit rejoindre, comme sous-lieutenant-élève d'artillerie, l'école d'application de l'artillerie et du génie de Fontainebleau.

### Officier d'artillerie

#### Avant la guerre de 1914-1918
Promu Lieutenant le 1er octobre 1891, il est affecté au 8e régiment d'artillerie en garnison à Toul, et se spécialise dans l'artillerie à longue portée à laquelle il consacrera la majeure partie de sa carrière. Il sollicite alors son détachement au 19e corps d'armée, stationné en Algérie et qui constitue le noyau de l'Armée d'Afrique. Il rejoint le 12e régiment d'artillerie à Alger, le 2 mai 1893,,.
Chérif Cadi est ensuite détaché le 2 février 1897 à la 20e batterie d'artillerie du 13e régiment d'artillerie de Philippeville (aujourd'hui Skikda),. Deux ans plus tard le 1er juillet 1899, il est affecté, à Bougie, à la 4e batterie du 11e bataillon. Le 12 juillet 1900, il reçoit l'ordre de rejoindre le 13e régiment d'artillerie à Bizerte en Tunisie où il est promu capitaine,. Lors d'un déplacement dans sa famille, son frère Tahar lui a présenté un couple de ses amis avec lequel Chérif a sympathisé ; il fait ainsi la connaissance de Jeanne Dupré qu'il épouse le 17 juillet 1900 à Tunis, ; le couple s'installe à Bizerte.
Il est alors désigné pour accomplir en 1905 une mission secrète en Allemagne. Les allemands, piqués au vif de constater que les français ont résolu le problème du recul avec le canon de 75, reprennent immédiatement les études pour essayer de transformer leur tout récent canon de 77. Pour juger des progrès accomplis lors de cette reconversion, l'état-major français décide de mettre à profit l'expérience du capitaine Cadi et les services de renseignements français l'envoient en Allemagne,.
Cela explique sans doute sa demande de mutation ultérieure à Bourges où se trouve l'école supérieure d'application du Matériel. Chérif Cadi y est muté le 24 septembre 1907 pour servir à la 3e batterie du 37e régiment d'artillerie. Durant ce séjour en métropole, Cadi a de gros soucis familiaux qui expliquent qu'avec l'appui de son ami polytechnicien, Firmin Jacquillat,, qui commande l'unité, il demande à revenir à Bizerte pour servir à compter du 25 novembre 1909 au 3e bataillon à pied du 37e régiment d'artillerie.
Chérif Cadi est promu le 27 mars 1913 chef d'escadron au 7e groupe autonome d'artillerie à pied de Bizerte, puis au parc d'artillerie de cette ville,. À la même époque, les états-majors de Berlin et de Vienne travaillent déjà leurs plans d'offensive sur l'Europe.

#### Pendant la guerre de 1914-1918
- Au front en France métropolitaine

La Première Guerre mondiale éclate le 1er août 1914 quand l’Allemagne déclare la guerre à la Russie, et deux jours plus tard, à la France. Dans la rade de Bizerte, l'artillerie en état d'alerte surveille les mouvements de navire dans le canal de Sicile et le détroit de Messine. Il faut protéger les régiments du 19e corps d'armée qui se préparent à embarquer vers la métropole.
Dès que lui parvient la nouvelle des hostilités ouvertes dans le Constantinois, le chef d'escadron Cadi n'hésite pas sur la conduite à tenir. Depuis le début de sa carrière militaire, il n'a participé à aucun combat mais sa décision est rapide, il demande à combattre.
Dans des délais très courts, l'état-major des Armées donne une suite favorable. Chérif Cadi quitte Bizerte et est dirigé le 15 septembre 1914 sur le commandement de l'artillerie de la place des forts de Paris. Le chef d'escadron Cadi est affecté le 24 septembre à une batterie d'artillerie lourde en formation à Champigny-sur-Marne avec pour mission d'y former en deux mois des artilleurs.
Cadi n’ignore rien du trouble qui gagne en 1915 le commandement des armées, comme du ressentiment de certains de ses compatriotes engagés sur le front. Mais il préfère ceux qui font choix de l’honneur et de la fidélité dans l’âpreté des combats de la Somme. Il est promu le 15 octobre 1915, officier de la Légion d'honneur en même temps qu’il est décoré de la Croix de guerre avec palme,. Le 1er novembre, Cadi est affecté au 113e régiment d’artillerie lourde hippomobile (R.A.L.H).
Déployé dans la région de Lassigny, à l’ouest de Noyon, le régiment de Chérif Cadi participe à la guerre d’usure contre un ennemi enterré dans des forteresses bétonnées à l’évidence infranchissables. Alors que les offensives se préparent, son unité reçoit le 24 février 1916 l’ordre de faire mouvement sur Verdun, où le chef d’escadron Cadi est cité à l’ordre de la 11e armée le 19 avril 1916.
Bien qu’épuisé par ces combats, le 113e RALH est renvoyé vers la Somme où la bataille commence le 1er juillet 1916. La préparation d’artillerie s’étend sur tout le front où Français et Britanniques tentent depuis le début du conflit de repousser l’ennemi. À ce rythme, Chérif Cadi sent ses forces l’abandonner ; depuis le début des hostilités, il n’a pas connu les détentes d’une permission loin du front et sa femme, morte en 1913, n'est plus là pour lui soutenir le moral.
Le 23 juillet 1916, âgé de 49 ans, le chef d’escadron Cadi est évacué sur l’hôpital temporaire no 22 à Villers-Cotterêts dans l’Aisne où les médecins diagnostiquent « une fièvre paludéenne, amaigrissement et dépression nerveuse ». Bénéficiant d’un congé de convalescence de deux mois, il quitte cet hôpital trois jours plus tard pour Limoges. Mais sa permission est de courte durée ; il est désigné en août 1916 pour une mission militaire en Égypte.
- En mission militaire française au Hedjaz

Le gouvernement français vient en effet de décider le 2 août 1916 d'organiser un pèlerinage à La Mecque d'environ 600 ressortissants d'Algérie, Tunisie, et Maroc, susceptibles à leur retour des Lieux Saints, de manifester à la France des témoignages de soutien,. il décide également d'envoyer une délégation militaire pour les accompagner. Le colonel Hamelin, chef de la section Afrique, choisit les deux officiers qui conduiront l'expédition : le lieutenant-colonel Brémond et le chef d'escadron Chérif Cadi,,.
Sous couvert de pèlerinage, la France entend pousser à se révolter l'émir Hussein ben Ali, chef de la dynastie des Hachémites et grand Chérif de La Mecque, et lui permettre d'afficher ainsi ses prétentions sur la Syrie. Hussein, qui ne veut pas se trouver en tête-à-tête avec la Grande-Bretagne, accorde publiquement ses faveurs aux Français. qui débarquent à Djeddah le 20 septembre. Il confie l'insigne honneur de nettoyer le sol de la Kaaba à Si Kaddour Benghabrit, chef de la députation, et à Chérif Cadi, et les place tous deux à côté de lui à l'heure de la prière solennelle, saluant Cadi de ces mots : « De Verdun à la Kaaba ».
Le 15 octobre 1916, deux jours avant le retour des pèlerins en Afrique du Nord, Chérif Cadi, qui s'est installé dès le 12 à La Mecque pour poursuivre la mission militaire, est élevé au grade de lieutenant-colonel. Il lui incombe de remplir à la fois le rôle d'émissaire français et de conseiller militaire, sous les ordres d'un chef de mission lequel, chrétien, ne peut accéder aux Lieux Saints !
Le séjour de Chérif Cadi au Hedjaz se prolonge jusqu'à la fin de l'année 1917. Marqué par les rivalités existantes entre l'Angleterre et la France, mais davantage encore entre le colonel Brémond et Thomas Edward Lawrence, il se déroule dans un contexte pénible et compliqué. Isolé durant une mission qui ne cesse d'évoluer au cours des mois, cet officier tente de surmonter avec autant de dignité que de résignation, les multiples difficultés surgies de l'imbroglio créé par la situation politique et militaire,.
Nul n'a encore compris que les dés sont pipés dès le début de l'affaire (accords Sykes-Picot), et à la lumière des événements qu'ils vécurent et des responsabilités qui leur furent confiées, le choix de Brémond et de Cadi ne se révèle pas aujourd'hui des plus judicieux.
Le 30 août 1917, à la suite d'un nouvel accès de fièvre paludéenne très violent, le lieutenant-colonel Cadi est frappé d'hémiplégie du côté gauche. Depuis le début du conflit mondial, il a épuisé toutes ses forces. La maladie le terrasse dans la région des Beni Saad à l'est de Médine. Il est évacué vers un hôpital militaire de Suez, puis le 19 novembre 1917 à Marseille pour y recevoir des soins plus adaptés.
- En convalescence en Algérie

Après deux mois de soins attentifs, Cadi est enfin autorisé à revenir en Algérie pour une longue convalescence. Sa paralysie s'estompe peu à peu. La mobilité qu'il recouvre lentement lui fait espérer reprendre un service actif dans l'artillerie bien que le conflit touche à sa fin.
À Alger où il réside, il rencontre au Cercle militaire de garnison, Cyprienne Xerri, âgée de 32 ans, veuve du capitaine Bertrand, mort pour la France sur le front de Champagne, qui élève seule ses 2 enfants. Leur mariage est célébré le 24 août 1918 à Alger,.

#### Après la guerre de 1914-1918
Dès que son état lui paraît compatible avec les exigences du service des armées, il sollicite une reprise d'activité. Reconnu apte par la commission spéciale siégeant à Constantine, il est affecté le 22 novembre 1918 à l'état-major du parc d'artillerie de cette ville, puis un an plus tard, le 12 novembre 1919, à celui de Bizerte,.
Au lendemain d'un conflit qui a coûté la vie de 19 075 Algériens, sans compter celle de 6 096 disparus, les survivants pouvaient légitimement attendre une évolution favorable et équitable de leur statut. Les projets de réforme sur les questions militaires, et notamment le libre accès des Algériens à tous les grades de la hiérarchie militaire, se heurte à l'opposition du ministre de la Guerre. Le lieutenant-colonel Cadi n'échappe pas à ce sentiment d'hostilité.
Lors de son retour de convalescence, le général Nivelle, « le boucher du Chemin des Dames », lui refuse l’accession au grade de colonel qui aurait reconnu ses efforts autant que ses états de service irréprochables. Ses appréciations en contradiction avec celles émises sur le front de guerre révèlent les sentiments de méfiance, sinon de mépris, du commandement à l'égard de cet officier supérieur dont il paraît plus opportun de rappeler l'origine ethnique plutôt que la formation à l'École polytechnique.
Le sort qui lui est réservé par le commandement n'échappe pas à l'attention du maréchal Franchey d'Esperey. Inspecteur des troupes d'Afrique, né à Mostaganem, ce grand soldat connaît parfaitement l'âme des Algériens. Convaincu de l'injustice témoignée à Cadi, il verse à son dossier le 7 novembre 1924, une note très sèche : « Je regrette qu'au point de vue politique, le grade de colonel n'ait pas été accordé au premier indigène admis à École polytechnique. Services éminents rendus au Hedjaz. Très appuyé pour commandeur ».
L'amertume qui détourne insensiblement Chérif Cadi de cette société militaire et qui laisse présager un autre engagement de sa part, tient au sentiment d'injustice qu'il éprouve depuis son retour du Hedjaz. Trop fier pour solliciter un avancement, il n'attend pas moins une autre forme de reconnaissance, comme une promotion dans l'ordre de la Légion d'honneur. La République française avait honoré ses compagnons d'Arabie, elle oubliera sans vergogne le premier officier supérieur algérien.
Le 30 juin 1921, Chérif Cadi reçoit son dernier commandement : celui du parc d'artillerie d'Oran où il réside jusqu'à son départ de l'armée,. Le 22 octobre 1925, il fait valoir ses droits à la retraite au grade de lieutenant-colonel,.

### Officier en retraite
Dans ses dernières années d'activité, Chérif Cadi se livre à des « occupations latérales » peu en rapport avec sa conditions militaire. Sachant que sa carrière touche à sa fin et qu'il sera ainsi délié de toute obligation de réserve, il achève son ouvrage Terre d'Islam, publié en début de l'année 1926. Au fil des pages apparaît le véritable objet du livre : quelles réformes pour l'Algérie ?
Depuis son retour d'Arabie, malgré la déception du musulman sincère qui a découvert dans ces Lieux Saints un Islam arriéré, il a fait de la religion son absolu et demeure intraitable sur certaines questions : le devoir envers Dieu, envers la patrie, envers les hommes. Il montre un esprit conforme à cet Islam maghrébin qui, dès son origine, se caractérise par son intransigeance, sa rigueur morale et son prosélytisme.
Sous le pseudonyme de Hilal — c'est-à-dire « fin du croissant de lune » — qui rappelle ses origines, Chérif Cadi signe, en 1925 à Oran un premier article de presse à caractère politique dans lequel, rappelant la situation de son pays, il écrit : « les populations musulmanes dans leur ensemble forment un peuple encore mineur qui a besoin de tutelle ». Il décide ensuite de quitter Oran pour s'installer définitivement à Bône, non loin de Souk Ahras et des siens.
Dans ses écrits, il plaide sans cesse en faveur d'une politique généreuse de la France envers ses sujets musulmans. Proche de l'instituteur Rabah Zenati, l'animateur du journal La Voix indigène qu'il a rencontré à Constantine, il cherche à attirer l'attention sur la nécessité de remédier à la misère des algériennes, et d'engager un gros effort en faveur de l'école. Cadi souhaite aussi faire mieux connaître et mieux comprendre aux Français un islam qu'il décrit comme tolérant, généreux et ami du progrès.
Alors que les célébrations en 1930 du Centenaire de la conquête de l'Algérie s'achèvent avec la visite en Algérie du Président de la République Gaston Doumergue,, Chérif Cadi éprouve à ses dépens les notes discordantes de l'opinion en métropole. Zénati dénonce dans son journal les propos diffamatoires, odieux et racistes répandus par le Mercure de France contre son collaborateur,. Pressé par ses amis, Cadi choisit de réagir par une lettre adressée au directeur du Mercure de France qui refuse de la publier. C'est donc La voix indigène qui reproduit son message empreint d'émotion et de noblesse contenue,.
Chérif Cadi sait que son action comme ses idées dérangent autant certains clans en Algérie, qu'en métropole. Dans l'une de ses dernières lettres du 3 avril 1930 à Firmin Jacquillat, il confie : « Le petit bédouin, qui aurait été l'esclave des pachas, est devenu polytechnicien, ingénieur et astronome, enfin officier supérieur de l'armée française. Voilà de quoi être fier, et, malgré les injustices de la Direction de l'Artillerie, et la jalousie féroce de certains camarades et de certains chefs, j'éprouve un sentiment de bien vive reconnaissance pour mes frères de France, ».
Mais la majorité des musulmans n'est pas prête à suivre des hommes comme Chérif-Yves Cadi, dont le seul prénom double, adopté lors de sa « naturalisation », parait constituer un défi à la tradition religieuse. Entre les deux guerres, l'idée de séparation d'avec la France, au profit d'une patrie algérienne, exclusivement arabe et musulmane, fait son chemin, et achève de reléguer la démarche de Cadi dans l'isolement d'un choix individuel.
En 1937, alors que Cadi a cessé de collaborer à La voix Indigène, ce journal constate avec une étonnante lucidité : « Si on mettait toutes les revendications des indigènes dans une enveloppe et qu'on essaie d'en fixer le sens général par une formule, on serait presque obligé d'inscrire cette chose terrible : Français, allez-vous-en, ».
Chérif Cadi, qui souffre d'une nouvelle hémiplégie, a beaucoup de peine à trouver sa place exacte dans un monde qui n'est plus fait pour lui. Il meurt à 71 ans le 15 juillet 1939 à Bône (actuel Annaba) et est inhumé le lendemain au cimetière musulman Zaghouane de la ville,.

### Vie familiale
Lors d'un déplacement de Bizerte auprès de sa famille, son frère Tahar lui a présenté un de ses amis, Jacques Ambroise Mandon, juge de paix à Souk Ahras. Chérif a sympathisé avec ce couple de français nés en métropole et fait ainsi la connaissance de Jeanne Dupré, belle-sœur du juge qu'il épouse le 17 juillet 1900 à Tunis, elle a 23 ans et lui dix de plus ; le couple qui n'aura pas d'enfant s'installe à Bizerte. Ce n'est qu'en 1904, alors qu'il vient d'être nommé chevalier de la Légion d'honneur,, que le capitaine Cadi décide de présenter son épouse à sa famille réunie pour la circonstance à Souk Ahras.
Le 25 octobre 1913, Jeanne meurt dans leur appartement de Mateur, laissant un mari accablé de chagrin mais résigné devant le malheur,.
En 1918 à Alger où il est en convalescence, il rencontre au Cercle militaire de garnison, Cyprienne Xerri, âgée de 32 ans, veuve du capitaine Bertrand, mort pour la France sur le front de Champagne, qui élève seule ses 2 enfants. Leur mariage est célébré le 24 août 1918 à Alger ; il adopte ensuite les deux fils qu'elle a eus de son premier mariage.

## Carrière militaire
- 29 septembre 1887 : admis 144e à l'École Polytechnique[16]
- 1er octobre 1889 : Sous-lieutenant-élève d'artillerie (sorti 146e de l'École Polytechnique)[29]
- 1er octobre 1891 : Lieutenant d'artillerie « Cadi (Yves) (Si Chérif ben el Arbi Chérif). — Classé au 8e rég. (8e batt., à Toul)[30] »
- 12 juillet 1900 : Capitaine d'artillerie « 1er tour (ancienneté). M. Cadi (Si Chérif ben El Arbi Chérif Yves), lieutenant en 1er au 11e bataillon, 4e batterie, à Bougie, en remplacement de M. Machart, promu. — Affecté à la direction de Bizerte[36]. »
- 27 mars 1913 : Chef d'escadron d'artillerie « (Choix.) M. Cadi, 7e groupe à pied d'Afrique, en remplacement de M. Rondot, décédé. — Classé au parc d'artillerie de place de Bizerte (provisoirement)[50]. »
- 15 octobre 1916 : lieutenant-colonel d'artillerie « M. le chef d'escadron Cadi, du 113e rég., en remplacement de M. Milhaud, décédé[77]. »

## Œuvres
- Si Chérif Ben el Arbi Cadi, Leçons de langue arabe parlée : À l'usage des officiers de l'Armée d'Afrique, Tunis, J. Picard & Cie, 1901, 92 p. (présentation en ligne).
- Lieutenant-colonel Hadj Chérif Cadi, Terre d'Islam, Paris, Charles-Lavauzelle, 1926, 165 p. (OCLC 459019982, présentation en ligne). Chérif Cadi essaye de relier les dogmes essentiels du Coran avec les acquis du monde moderne, et notamment ceux de la société française, en une tentative de conciliation des civilisations.

## Distinctions
- Officier du l'ordre du Nichan Iftikhar (17 août 1902)[3]
- Membre de la Société astronomique de France (février 1906)[112],[Note 38]
- Chevalier de la Légion d'honneur (12 juillet 1904)[2],[Note 39]
- Officier de la Légion d'honneur (28 octobre 1915)[2],[Note 40]
- Distinguished Service Order (6 novembre 1917)[115],[108]

#### Biographie
: document utilisé comme source pour la rédaction de cet article.
- Jean-Yves Bertrand-Cadi, Le colonel Cherif Cadi : Serviteur de l'islam et de la République, Paris, Maisonneuve et Larose, 2005, 269 p. (ISBN 978-2-7068-1851-6, présentation en ligne). .  La piété d'un de ses petits-fils fournit, à défaut d'un modèle peut-être trop rare pour être suivi, les éléments d'une réflexion sur quelqu'un qui s'efforça de son mieux de jeter un pont entre deux peuples que l'histoire a rapprochés sans qu'ils le souhaitent, puis séparés alors qu'ils avaient tant à gagner à demeurer proches.
- Djamil Aïssani et Mohamed Réda Békli, Polytechniciens en Algérie au XIXe siècle, Palaiseau, Société des amis de la Bibliothèque et de l'Histoire de l'École polytechnique, coll. « Bulletins de la SABIX » (no 64), 2019, 165 p. (ISSN 2114-2130, OCLC 899733679, lire en ligne), « Cadi Chérif (X 1887, 1867-1939), premier polytechnicien algérien », p. 127-133.

#### Ouvrages sur l'Algérie
- Albert Hugues, La nationalité française chez les musulmans de l'Algérie : thèse pour le doctorat, Paris, A. Chevalier-Marescq, 1899, 228 p. (lire en ligne), p. 29.
- Alfred Le Chatelier et Ismaël Hamet, Les Musulmans français du nord de l'Afrique, Paris, A. Colin, 1906, 316 p. (OCLC 422257202, lire en ligne), p. 194-195.
- Alfred Le Chatelier et Ismaël Hamet, Les Musulmans français du nord de l'Afrique, Paris, Collection XIX (réimpr. 2016), 343 p. (présentation en ligne), p. 168.
- Georges Wagner, L'Algérie du Centenaire, vol. 41e année, t. CCXXI, Paris, Mercure de France, 15 juillet 1930 (lire en ligne), p. 284-316.
- Mohamed El Aziz Kessous, La vérité sur le malaise algérien, Bône, Société anonyme de l'Imprimerie rapide, 1935, 116 p. (OCLC 678894527, présentation en ligne).
- Gilbert Meynier, L'Algérie révélée, Paris, Librairie Droz, 1981, 793 p. (OCLC 164160378, présentation en ligne).
- Pierre Goinard, Algérie, l'œuvre française, Paris, Robert Laffont, 1984, 419 p. (présentation en ligne), p. 89.
- Kateb Yacine, Nedjma, Paris, Seuil, 1996, 244 p. (présentation en ligne), p. 126.

#### Ouvrages sur l'armée française
- Lieutenant El Hadj Abdallah, L'Islam dans l'armée française : (Guerre de 1914-1915), Constantinople, 1915, 40 p. (lire en ligne).
- Lieutenant El Hadj Abdallah, L'Islam dans l'armée française : (Second fascicule), Lausanne, Librairie nouvelle de Lausanne, 1917, 75 p. (présentation en ligne).
- Raoul et Jean Brunon et Robert Huré, L'Armée d'Afrique : 1830-1962, Limoges, Charles-Lavauzelle, 1977, 483 p. (OCLC 164945908, présentation en ligne), p. 192.
- William Serman, Les origines des officiers français : 1848-1870, Paris, Publications de la Sorbonne, 1979, 406 p. (OCLC 994740731, présentation en ligne), p. 153.
- Raoul Girardet, La société militaire de 1815 à nos jours, Paris, Perrin, 1998, 341 p. (ISBN 2-262-01276-8, présentation en ligne).

#### Ouvrages sur la première guerre mondiale
- Jean Mélia, Les Bombardements de Bône et de Philippeville (4 août 1914), Strasbourg, Berger-Levrault, 1927, 195 p. (OCLC 457617974, présentation en ligne).
- Pierre Miquel, La Grande Guerre, Paris, Fayard, 1983 (réimpr. 1988, 1990, 1992, 1999), 663 p. (ISBN 978-2-213-01323-7, OCLC 802962511, présentation en ligne).
- Pierre Fournié et Jean-Louis Riccioli, La France et le Proche-Orient : 1916-1946, Tournai, Casterman, 1996, 244 p. (OCLC 891828451, présentation en ligne), p. 18.
- Yves Cohat, Pierre Miquel et Jacques Poirier, La Grande guerre : 1914-1918, le déclin de l'Europe, Paris, Hachette Jeunesse, 2007, 61 p. (ISBN 978-2-01-292061-3, OCLC 470815302, présentation en ligne).
- Rémi Kauffer, La saga des Hachémites : La tragédie du Moyen-Orient 1909-1999, Paris, Stock, 2009, 598 p. (présentation en ligne), p. 50.
- Xavier Boniface, Histoire religieuse de la Grande Guerre, Paris, Fayard, 2014, 504 p. (ISBN 978-2-213-66130-8, OCLC 881569927, présentation en ligne), p. 159.
- Rémi Kauffer, Histoire mondiale des services secrets : Une histoire totale des services secrets de l'Antiquité à nos jours, Paris, Perrin, 2015, 991 p. (ISBN 978-2-262-07207-0, présentation en ligne), p. 211.
- Marjolaine Boutet et Philippe Nivet, La Bataille de la Somme : L'hécatombe oubliée, Paris, Tallandier, 2016, 272 p. (ISBN 979-10-210-1849-5, présentation en ligne), p. 44.
- André Loez et Nicolas Offenstadt, La Grande Guerre : Le carnet du centenaire, Paris, Albin Michel, 2016, 256 p. (ISBN 978-2-226-25149-7, OCLC 861571700, présentation en ligne), p. 25.
- Jean-Yves Le Naour, Djihad 14-18 : la France face au panislamisme, Paris, Perrin, 2017, 250 p. (ISBN 978-2-262-07083-0, OCLC 1008872328, présentation en ligne), p. 166 et suiv.
- Christophe Leclerc, La mission militaire française au Hedjaz : 1916-1920, Paris, L'Harmattan, 2017, 267 p. (présentation en ligne).

#### Sites Internet
- « Cote 19800035/1486/72772 », base Léonore, ministère français de la Culture.
- Si Chérif Ben el Arbi, Yves (X 1887 ; 1867-1939)., sur le site de la bibliothèque de l’École polytechnique.
- Résultats de recherche pour Chérif Cadi, sur le catalogue commun de la bibliothèque de l'École polytechnique.
- Registre matricule de Chérif Cadi, sur le site des Archives nationales d'outre-mer.
- Le Colonel Cherif Cadi, l’homme de guerre, sur le site Miages - Djebels (Chapitre V L'homme de guerre, extrait du livre Le colonel Chérif Cadi, Serviteur de l’Islam et de la République de Jean-Yves Bertrand-Cadi, (p. 83-98)[116].)
- Le colonel Chérif Cadi, Serviteur de l’Islam et de la République, sur le site de La Jaune et la Rouge.
- Le colonel Chérif Cadi, Serviteur de l’Islam et de la République, sur le site de Persée.
- La mission du Lieutenant-colonel Brémond au Hedjaz, 1916-1917, sur le site cairn.info

#### Vidéos
- [vidéo] « Chérif Cadi de la série Frères d'Armes », sur YouTube, film-portrait raconté par Bernard Lama, co-réalisé par Pascal Blanchard et Rachid Bouchareb, 2016, 2 minutes.
- Les Annales de la guerre no 36, « Les événements d’Arabie, 1917 », sur le site de l'ECPAD